# Хипермнестра
Хипермнестра (на гръцки: Ύπερμνήστρα) в древногръцката митология е Данаида.
Дъщеря е на Данай и съпруга на Линкей. Единствена от петдесетте сестри Данаиди, не послушва баща си и оставя жив своя мъж. След като ги жени за синовете на Египт, Данай дава на дъщерите си кинжали, за да убият съпрузите си. Хипермнестра пощадила живота на своя, защото ѝ запазил девствеността. Заради това си непокорство Данай я заключил и искал да я убие, но на съда се явила Афродита и защитила Хипермнестра. Боговете благославят брака на Хипермнестра и Линкей с основаването на царската династия в Аргос. Потомците им са наричани в Омировия епос Данайци. Сред многочисленото потомство има велики герои, сред които е и самия Херакъл.
В орфическия мит за наказанието на Данаидите, Хипермнестра не е наказана да носи вода в пробити съдове в подземното царство, каквато е съдбата на сестрите ѝ. Боговете ѝ отреждат да живее блажено заедно с други герои в Елисейските полета – орфическия „рай“.